# حرق النساء في إنجلترا

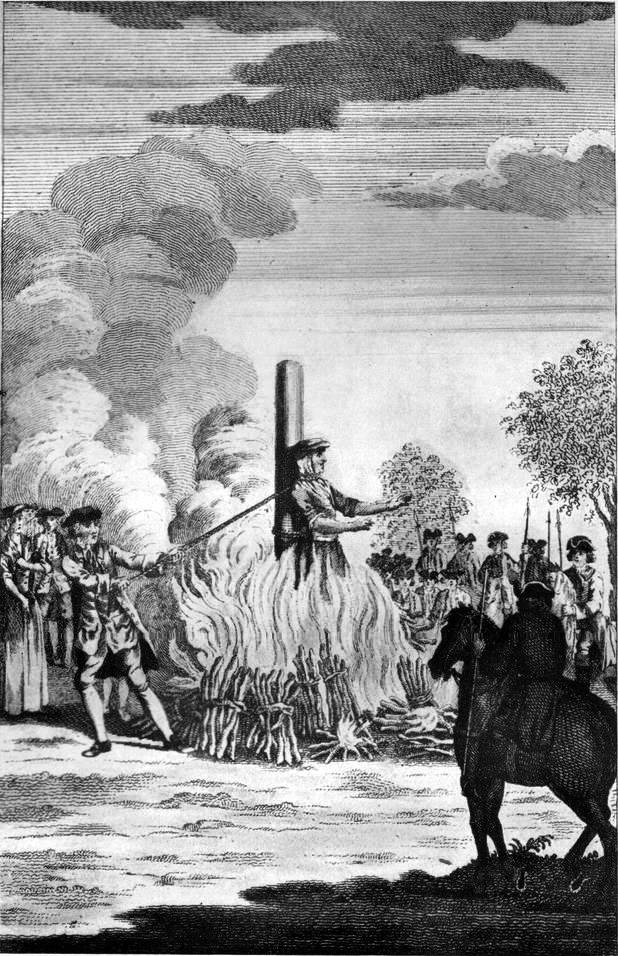

أضحى الحرق عقابًا قانونيًا ملزمًا على النساء اللواتي أُدين بتهمة الخيانة العظمى والخيانة البسيطة والهرطقة. فعلى مدار القرون العديدة الماضية، أُحرقت النساء علنًا على أوتاد، وأحيانًا على قيد الحياة لمجموعة من الأنشطة تشمل تزييف العملات المعدنية وقتل الأزواج.
وبينما يٌنفذ حكم الحرق بحق الرجال المتهمين بالهرطقة على أوتاد، فيتم شنق أولئك الذين ارتكبوا جريمة الخيانة العظمى أو سحلهم أو تقطيع أوصالهم. وافترض القاضي والفقيه وليام بلاكستون أنه يمكن تفسير الاختلاف في تنفيذ الأحكام «بأنها إيحاءات رهيبة للشعور» بالرغبة في عدم الكشف عن جسد المرأة علانية. وحظيت عمليات الإعدام العلنية بحضور جيد، بينما سجلت التقارير المعاصرة تفاصيل صرخات المرأة على الأوتاد أثناء حرقهن أحياء. وقد أصبح من الشائع في وقت لاحق أن يقوم الجلاد بخنق المذنبة، ثم حرق الجثة عقب وفاتها.
في النصف الأخير من القرن الثامن عشر، دفع تغيير المواقف إلى مثل هذه العروض العامة السير بنيامين هاميت النائب إلى التنديد بهذه الممارسات في البرلمان. وقد أدت حجته القانونية، التي كانت بأي حال من الحوال المحاولة الأولى من نوعها لإنهاء حرق النساء علنيًا، إلى إصدار قانون الخيانة عام 1790 الذي قام بدوره بإلغاء مثل هذا الحكم.

## الجرائم التي يُعاقب عليها المذنبون بالحرق

### الخيانة
بحلول نهاية القرن الثالث عشر، اعتبرت المهاجمات العديدة التي يشنها الشخص ضد سيده أو ملكه خيانة. أُدرجت الخيانة العظمى، والتي تم تعريفها على أنها التجاوزات التي تُرتكب في حق السيادة، لأول مرة في القوانين في عهد الملك إدوارد الثالث بموجب قانون الخيانة العظمى عام 1315. وقد حدد هذا القانون بالتحديد الجرائم التي تؤدي إلى الخيانة العظمى، والتي اتبعت في وقت سابق تفسيرات «أكثر حماسة» للقوانين التشريعية في إنجلترا. فعلى سبيل المثال، يمكن ارتكاب الخيانة العظمى من قبل أي شخص ثبت أنه يحاول التخطيط لاغتيال الملك أو تزييف العملات المعدنية الخاصة به. وظل مفهوم الخيانة العظمى متميزًا، رغم ما أصبح باسم الخيانة البسيطة: مثل قتل رئيس شرعي مثل قتل زوجة لزوجها. وعلى الرغم من محاولات المؤلفين المعاصرين القليلة في القرن الثاني عشر للتمييز بين الخيانة العظمى والبسيطة، فتشير العقوبات المعززة إلى أن الأخيرة قد عوملت بجدية أكثر من كونها جناية عادية.
ونظرًا لمعاملة أكثر الجرائم فظاعة التي يمكن أن يرتكبها الفرد كتلك التي قد يرتكبها المذنب عند مهاجمته للملك شخصيًا، فقد طالبت الخيانة العظمى تطبيق العقوبة القصوى، ولكن في الوقت الذي يُشنق فيه الرجال المذنبين بهذه الجريمة إلى جانب سحلهم وتقطيع أوصالهم، يتم سحل النساء وحرقهم فقط. وفي تعليقات الفقيه وليام بلاكستون في القرن الثامن عشر على قوانين إنجلترا، أشار إلى أن الجملة «يُساق المذنب إلى المشانق، ليتم حرقه هناك» مليئة بالإيحاءات الرهيبة للشعور. وعلق بلاكستون على حرق النساء بدلًا من سحهلن قائلًا: «حفاظًا على مبدأ الاحتشام، فيُحظر تعرض عوراتهن من كشف أجسادهم وتشويهها علنًا». ومع ذلك، فقد أضاف المؤرخ جول ميشيليه بعض الملاحظات قائلًا: «في اللحظة الأولى التي يتم إضرام النيران في ملابسهن، يُكشف هنالك عن عوراتهن التي تلتهمها النيران فتضعفها»، الأمر الذي دفع المؤرخ فيك جاتريل أن يشير إلى مدى خطأ هذا الحل. وعلى صعيد أوتاد الشنق، فخلص جاتريل إلى أن الدفن الحي المباشر للنساء في أوروبا قد أعطى اعترافًا ضمنيًا بإمكانية إصابة المرأة التي تكافح معلقة على حبل المشنقة «باستنباط الأوهام الفاحشة» الناجمة عن مشاهدة الذكور.

### الهرطقة
مرر قانون نافذ آخر خاص بالحرق العلني يُسمى «حرق الزنادقة»، في عام 1401 في عهد هنري الرابع. ويقضي هذا القانون بإعدام الأشخاص من كلا الجنسين والذين أثبتوا أنهم ارتكبوا الهرطقة إلى جانب ضبطهم يمارسون التدنيس وتشكيلهم خطرًا على غيرهم، إلى جانب إثارتهم للفتنة والخيانة". تم تمكين الأساقفة للقبض على أي شخص يشتبه في ارتكابه جرائم الهرطقة. وبمجرد إدانتهم، يتم إرسالهم إلى أماكن الحرق بحضور جموع الناس إلى مكان سامٍ". وعلى الرغم من إلغاء القانون في عام 1533/34، إلّا أنه أعيد العمل به بعد 20 عامًا بناءً على طلب الملكة ماري الأولى التي استخدمته إبان الاضطهاد العالمي للمسيحين، مما سمح باستخدام نصوص العقوبات التي ينص عليها هذا القانون".
أُلغى العمل بقانون «حرق الزنادقة» بموجب قانون السيادة عام 1558، على الرغم من إتاحة هذا القانون للجان الكنسية بالتعامل حالات الهرطقة العرضية. وظل الأشخاص الذين يعلنون خطأهم، مثل بارثولوميو ليجيت وإدوارد وايتمان، يخضعون للحرق في ظل أمر «حرق الزنادقة» الصادر عن محكمة شانسري. وتم أخيرًا حرق الهراطقة بموجب قانون الولاية الكنسية لعام 1677، والذي على الرغم من أنه سمح للمحاكم الكنسية بتوجيه الاتهام إلى الناس بـ «الإلحاد أو الكفر أو الهرطقة أو الانشقاق أو غير ذلك من المذاهب أو الأراء المستهجنة»، فقد حدت من سلطتها على الحرمان الكنسي.

## تنفيذ حكم الإعدام
عادة ما يحضر عمليات الإعدام العلنية حشودًا كبيرة. وعلى صعيد مقتل آن أسكوي في عام 154، بتهمة الهرطقة والتعذيب في برج لندن، تم بناء «مرحلة جوهرية» لمقابلة مختلف المسؤولين الذين ترأسوا حرقها. أفاد شاهد على الإجراءات أن أسكو أصيبت بشدة جراء تعذيبها لدرجة أنها لم تستطع الوقوف. وبدلًا من ذلك، «فيتم تعليق الضحية أو وضعها في مكان صغير».
وتصف إحدى المنشورات حادثة الحرق التي حدثت في أبريل عام 1652 للضحية جوان بيترسون، التي أطلق عليها ساحرة العويل؛ حيث قاموا بإعدام لي، والتي ثبتت أنها متهمة بقتل زوجها. فقد أحضرت مشيًا على الأقدام ترتدي صدرية حمراء بصحبة ضابطين إلى مكان الإعدام في سميثفيلد. واعترفت هناك بأنها كانت تعاني من مرض بالكبد، مما دفع سيدها بالتعدي عليها بالإساءة، حتى أودى بها إلى هذه النهاية المحزنة". وأضافت اعترافها بالغيرة من زوجها والجدال معه حتى طعنته بسكين. ولذلك، فقد وضعها الجلاد في منطقة الإعدام بالساحة وربطها في المنصة ثم وضع الوقود وحزم من العصيان حولها وأضرم النيران فيها. وقد تواردت الأقاويل بقيام لي بدعوة كل الحشود الحاضرة بالصلاة من أجلها". وعقب ذلك، صرخت بشدة أكثر من خمس أو ست مرات". أُلغي قانون الحرق حيًا بتهمة القتل في عام 1965 على الرغم من استمرار قانون الحرق بتهمة الزنا. وغالبًا ما يتم خنق المذنبين قبل إضرام النيران في أجسامهم بدافع الرحمة. وتمثلت الاستثناءات البارزة لهذه الممارسة في حروق إليزابيث جونت التي حدثت في عامي 1685 و1726. وقد أُتهمت بالخيانة العظمى لدورها في مؤامرة راي هاوس وكاثرين هايز لخيانتها البسيطة. ويبدو أنها ملئت الهواء بصياحها وبكائها عندما أضرمت النيران فيها، لمنع الجلاد من خنقها في الوقت المناسب. وبالتالي، فتعد هي آخر امرأة في إنجلترا التي تُحرق حية.
كما سمح القانون بتعليق الأطفال الذين يبلغون من العمر سبع سنوات أو أكثر. وقد أُحرقت ماري تروك «البالغة من العمر ستة عشر عامًا» ونشستر في عام 1738 لتسمم عشيقتها. كانت فتاة مجهولة تبلغ من العمر 14 عامًا، وحُكم عليها بالسجن في نيوجيت. وقد وُجهت لها جريمة الشراكة في الخيانة في عام 1777، لإخفائها نقودًا بريطانية مطلية بمواد مبيضة (بناءً على طلب سيدها)، ولذلك فحُكم عليها بالحرق. وقد أنقذها التدخل الذي أجراه توماس ثين، ماركيز باث الأول، الذي صادفته الحادث بمروره عليها.

## تغيير المواقف
في عام 1786، تم توجيه الاتهام إلى «فيبي هاريس» وشركائها، في 11 فبراير الماضي، بامتلاكها لقطع من النقود والعملات المعدنية المزيفة والمزورة لتشابهها مع العملات المعدنية والشرعية والمعدنية والفضية. وقد أبلغ عنها 20.000 شخص ليقودها ذلك إلى إيقافها في منصة في وسط الساحة، وُوضع هنالك حبل مشدود مثبت على صفيحة حديدية أعلى المنصة ليدور حول عنقها. وأثناء قراءة الصلوات، تم إبعاد الحبل عن عنقها وعلى مدار عدة دقائق، هزت قدميها أثناء هياج جسدها، واختنقت هاريس حتى الموت. وعقب حوالي 30 دقيقة، تم وضع حزم حول الحواف، وتم تقييد جسدها في موضعه، ثم حرقه لأكثر من ساعتين.
مرت عمليات الإعدام التي تتم بهذه الشاكلة دون أي تعليق يُذكر من جانب الصحافة. وعلى الصعيد التاريخي، في حين تعرض عدد أقل من النساء لعقوبة الإعدام مقارنة بالرجال، فقد تم تبرئة عدد أكبر نسبيًا أو إدانتهن بتهم أقل، أو العفو عنهن في حالة إدانتهن. في القرون الماضية، تم الحكم على هؤلاء النساء من خلال منشورات مثل " Newgate Calendar" بسبب الانحرافات الخاصة بهن أو التي تعرضن للضلال. ولكن يُعزى إدانة النساء في القرن الثامن عشر والتاسع عشر الذين بارتكاب جرائم خيانة لا يزالون يُنظر إليهم كأشرار، على نحو متزايد، إلى نزوعهم إلى الرجال الشريرين. ووفقًا لما رأت جاتريل بشأن الذين يشعرون بالقلق من الوحشية التي تتعرض لها النساء المدانات قائلة: إن مثل هؤلاء الناس تحركهم العاطفة وينبغي أن يتم الحفاظ على النساء في أسوء حالاتهن وحمايتهن من أنفسهن وربما تبجليهن مثل كل النساء اللائي أنجبن الرجال. وتعليقا على إعدام هاريس، زعمت صحيفة ديلي يونيفرسال ريكورد أن الفعل يمثل «فضيحة على القانون»، و«عار على الشرطة» و«ليس فقط غير إنساني، بل كان مخجل ومحير ومروع». وتسألت الصحيفة «لماذا يجب أن يطبق القانون في هذا النوع من الجرائم عقوبة أشد على المرأة، وليس على الرجل»؟
دفع مصير هاريس ويليام ويلبرفورس إلى وضع قانون، في حال تمريره، سيقوم بإلغاء مثل هذه الممارسات. ولكن نظرًا كما يقرر أحد المقترحات بالسماح لإجراء الفحص التشريحي للمجرمين بخلاف القتلة، رفض مجلس اللوردات ذلك. على الرغم من تعاطفه مع إصلاح القانون الدموي في إنجلترا. رأى اللورد كبير القضاة لوبورو أنه لا داعي لتغيير القانون قائلًا: «على الرغم من هذا العقاب، الذي يتمثل في هذا المشهد، يصحبه مشاعر من الرعب. ومن المحتمل أن يكون لها انطباع قوي على الناخبين أكثر من مجرد شنقا، كان التأثير هو نفسه إلى حد كبير، لأنه في الواقع، لم تتم المحافظة على درجة أكبر من الألم الشخصي، فيُجرى خنق المذنب دائما قبل إضرام النيران فيه التي تقترب من الجسد».

عندما تم شنق مارغريت سوليفان وحرقها في 25 يونيو 1788 بسبب تزوير العملات، كتبت نفس الصحيفة (التي كانت تسمى آنذاك ذا تايمز):
هناك شيء غير إنساني في أمر حرق امرأة، وهو ما يعرّض الرجل للشنق فقط، وتثيره الطبيعة البشرية للفكرة. يجب ألا تضحك البشرية على أنها خطبنا الطويلة ضد العبودية الأفريقية -ومشاعرنا الجميلة بشأن القسوة الهندية، عندما نشاهد في عين السيادة مخلوقًا أنثويًا يُحرق حيًا مثل وضعنا مقدار بنس من الزئبق على قيمة نصف قرش من النحاس. يجب أن تنظر الحكومة في التناقضات بين وحشية العقاب وصغر الجريمة عند الله.
خاطبت مجلة السيد رئيس الوزراء، ويليام بيت الأصغر قائلة:
أحضرت المرأة بحضور كاهن من التجمعات الروماني، وحالما أصبحت على المنصة، وضعت على كرسي، وتم إزالتها فورًا من أسفله، وتركت معلقة، عندما وضعت حزم العصيان حولها، وأشعلت النار فيها، ولكن سرعان ما تم استهلاكها للرماد. وصرح السيد بت، الذي يعمل محاميًا «نأمل عدم معانتنا من بقاء هذه التشريعات الوحشية هربًا من ملاحظاته، ومواصلته في شن حملات العار على هذا الإحساس المستنير المتفشي في هذا البلد».
وعلى الرغم من اعتراضه على مشروع قانون ويلبرفورس لعام 1786، لاحظ لوفبورو أن هؤلاء النساء ماتن قبل فترة طويلة من تعرضهن لهيب، إلا أن العديد من الصحف اليوم لم تذكر. ذكرت التايمز بشكل غير صحيح أن سوليفان قد أُحرقت على قيد الحياة، وفي رأي الدكتور سيمون ديفيريو، يمكن أن تكون «متجذرة في تقديس متزايد للأنوثة المستأنسة» المتوقعة في ذلك الوقت. ونظرًا لأن العديد من الاعتراضات قد تثار أيضًا بسبب الظلم المتصوّر المتمثل في رسم النساء وحرقهن للعمل، في حين أنه حتى عام 1783، عندما أوقف وقف عمليات الإعدام في تيبرن الطقوس الجرّية عن الرأي العام، كان الرجال يُجذبون ويشنقون ببساطة. قد تشير الفجوة المتسعة بين أعداد الرجال والنساء الذين يتعرضون للجلد في لندن (خلال التسعينيات من القرن التاسع عشر، 393 رجلاً مقابل 47 امرأة)، والتي تعكس انخفاضًا مشابهًا في وضع النساء إلى الحاجز العمودي، إلى فرض المثل الجنسانية الشائعة عن الممارسات العقابية الإنجليزية.

## إلغاء الحكم
لم يجذب حرق كاترين مورفي عام 1789، لتزوير العملات المعدنية، اهتمام الصحف (ربما بسبب القيود العملية على كمية الأخبار التي يمكن أن تنشرها عبر أربع صفحات فقط)، ولكن ربما تم تفعيلها من قبل السير بنيامين هاميت، عمدة شرطة لندن السابق. كان هاميت نائبا أيضا، وفي عام 1790 قدم إلى البرلمان مشروع قانون لتغيير حكم النساء المحترقات. وندد بالعقوبة قائلًا: «البقايا الوحشية للسياسة النورماندية» التي «شوهت قوانيننا»، لأن «هذه الممارسة فعلت القانون العام». كما أبرز كيف أن عمّال الشرطة الذين رفضوا تنفيذ العقوبة كانوا عرضة للمقاضاة. لم يكن وليام ويلبرفورس وهاميت أول الرجال الذين حاولوا وضع حد لحرق النساء. قبل 140 عامًا تقريبًا، أثناء فترة إنتريجرينوم، كلف مجلس العموم مجموعة من المحامين والعلمانيين المعروفين باسم لجنة هيل (بعد رئيسها ماثيو هيل)، بمراعاة «أي بنود غير صالحة في القانون». ومن بين المخططات المقترحة كان استبدال الإحراق بالخنق على المنصة، ولكن، بشكل رئيسي من خلال اعتراضات مختلف الأطراف المعنية، لم يصبح أي من مقترحات اللجنة قانونًا خلال بقايا البرلمان. كان هاميت واثقا. كان يعتقد أن الرأي العام كان إلى جانبه وأن «البيت سيذهب معه في سبيل الإنسانية». وجذب التغيير في أماكن التنفيذ، من تيبرن إلى نيوجيت، أيضًا انتقادات. في أعقاب حرق فيبي هاريس في عام 1786، بالإضافة إلى التشكيك في عدم المساواة في القانون الإنجليزي، واشتكت التايمز من موقع العقوبة وتأثيرها على السكان المحليين:
عندما تم رفض مغفرة الحرق، كان يجب تغيير مشهد اللاإنسانية. كانت العواقب خطيرة؛ فسقط العديد من الأشخاص في حي نيوجيت بشدة، وقد تأثروا بشدة من الدخان الذي صدر من جثة الضحية الحزينة.
كان هناك عامل آخر هو مصير صوفيا جيرتون، التي أُدينت بتهمة تزوير العملات المعدنية. وقُدمت شكوى من قبل هاميت قبل أربعة أيام فقط من تقرير مصير جيرتون، لكن تم تقديم التماس من أجل استراحتها من الحرق، من قِبل شريف آخر في لندن (إما توماس بيكر أو ويليام نيومان). وتم تقديمه إلى ويليام غرنفيل بإشعار الملك جورج الثالث، وتم قبوله. وتشير ديفرو إلى أن مصيرها الوشيك قد أعطى وزنًا محسوسًا للنتيجة النهائية لمشروع قانون هاميت، والذي كان يهدف إلى إلغاء حرق النساء بتهمة الخيانة من خلال قانون الخيانة العظمى عام 1790. كانت كاثرين ميرفي، التي أعدمت في عام 1789 «ترتدي ثوبًا مخططًا مقلمًا، وشريطًا أبيض، وشريطًا أسود حول قبعتها» آخر امرأة يُنفذ في حقها قانون الحرق بإنجلترا.